# Rosa Loy
Rosa Loy  (eigentlich Sibille Rauch, * 1958 in Zwickau) ist eine deutsche Malerin und Graphikerin. Sie wird der „Neuen Leipziger Schule“ zugerechnet.

## Leben

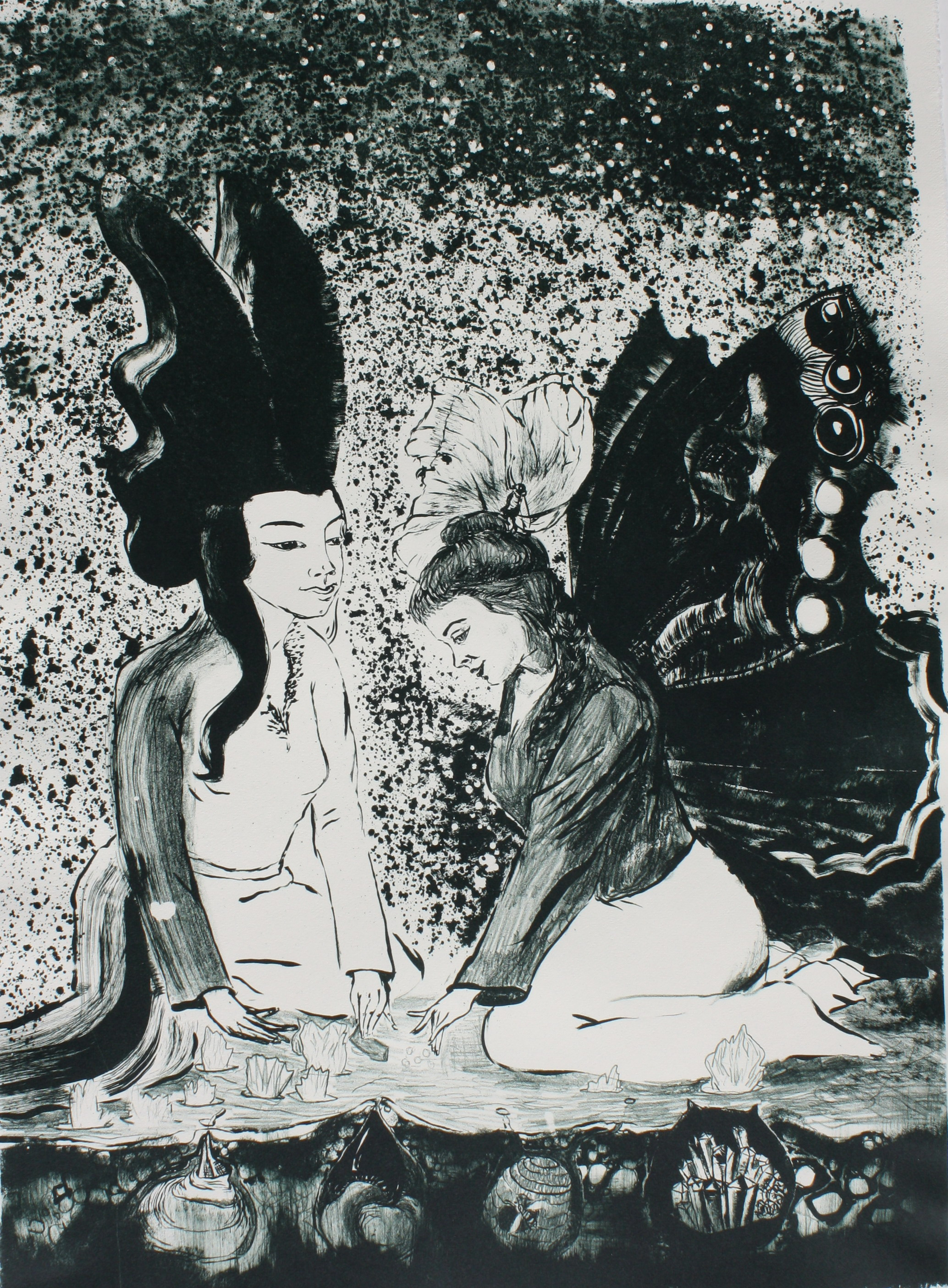
Rosa Loy, Fünf Perlen (Lithographie)

Rosa Loy erwarb 1981 an der Humboldt-Universität zu Berlin ein Diplom als Gartenbauingenieurin, bis 1985 arbeitete sie in diesem Beruf. Anschließend studierte sie an der Leipziger Hochschule für Grafik und Buchkunst im Fachbereich Buchgestaltung bei Rolf Felix Müller, dafür erhielt sie 1990 ein Diplom. Zwischen 1990 und 1993 war sie Meisterschülerin bei Rolf Münzner für Malerei und Grafik. Seit 1993 arbeitet sie als freiberufliche Künstlerin.
Im Zentrum ihrer Bilder steht stets die Figur des weiblichen Doubles und Doppelgängers.
Sie ist mit Neo Rauch verheiratet. Das Künstlerpaar lebt in Markkleeberg bei Leipzig und hat einen gemeinsamen Sohn.
Neo Rauch und Rosa Loy entwarfen das Bühnenbild zur Oper Lohengrin bei den Bayreuther Festspielen 2018.

## Ausstellungen (Auswahl)

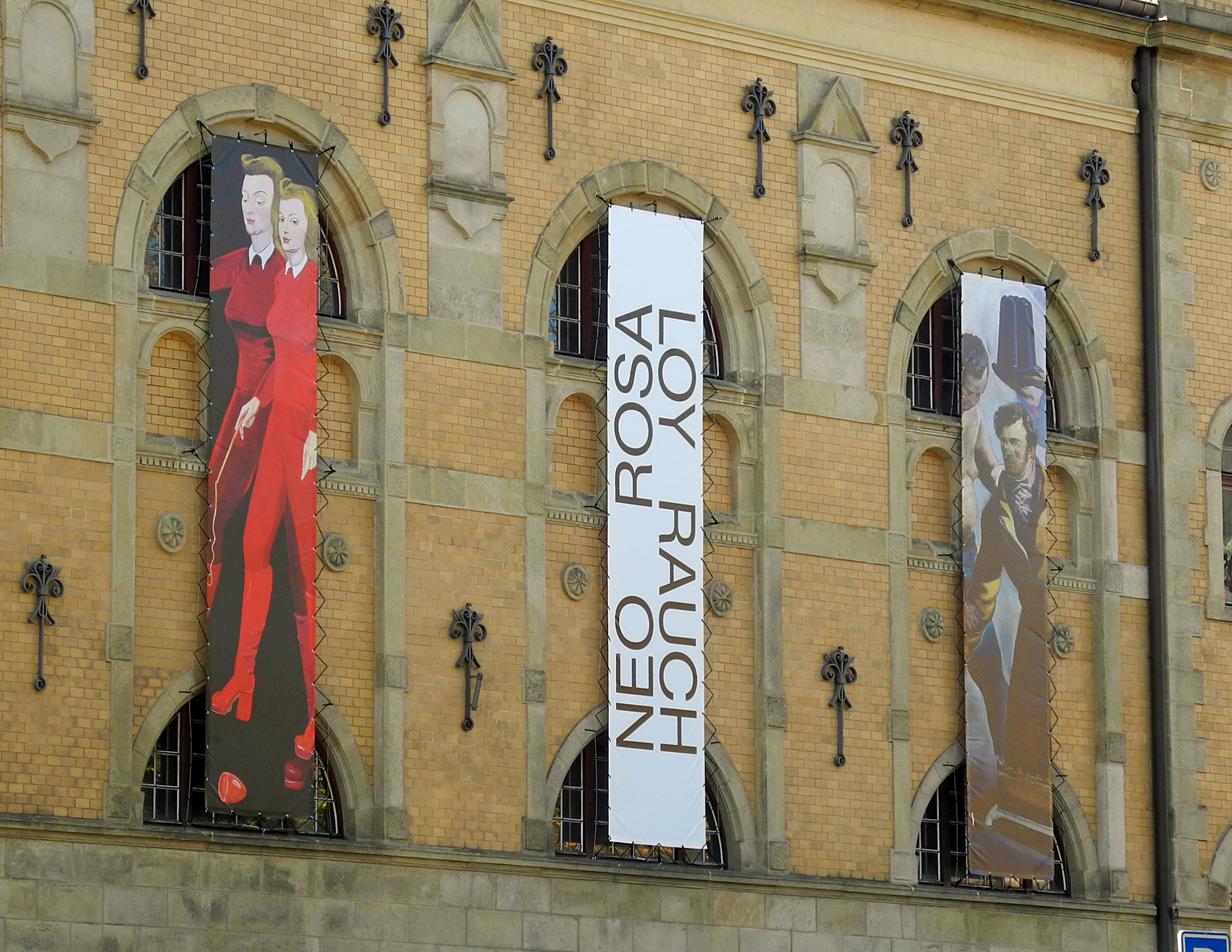
Ausstellung in Liberec in Tschechien (2024)

- 1999: „VEAG Förderpreis für Kunst“, VEAG, Berlin (Katalog)
- 2000: „VEAG Förderpreis für Kunst“, Kunstraum B2, Leipzig; Kunstverein der Stadt Backnang; Galerie Entwistle, London (Solo)
- 2002: Kunstverein Leipzig, Elsterpark
- 2003: Galerie Wilma Tolksdorf, Frankfurt/M.; „Die Verbündeten“ Kunstsammlung Gera; Galerie Entwistle, London
- 2004: „Die Verbündeten“, Städtisches Museum Zwickau, Kunstsammlungen (Katalog)
- 2006: Oldenburger Kunstverein, Oldenburg; David Zwirner Gallery, New York
- 2007: „Meine Kreise“, André Schlechtriem New York
- 2011: „Manna“, Kunsthalle Gießen, Gießen (Katalog); „Blätterrauschen“, Kunstkreis Aichwald, (Katalog)
- 2012 „Mein Hain“, Kunstverein Rosenheim
- 2011: Neo Rauch & Rosa Loy: Hinter den Gärten, Essl Museum[5]
- 2012 „Gravitation“, mit Neo Rauch, Kunstsammlungen Chemnitz
- 2019 „VOIX“, mit dem MalerinnenNetzWerk Berlin-Leipzig, Museum der bildenden Künste Leipzig
- 2023 „Rosa Loy, guest Rose Wylie - Doubletten“, Museum Bensheim
- 2024: Regionalgalerie Liberec (zusammen mit Neo Rauch)[6]

Weiterhin gibt es ein Werk von ihr in der Bibliotheca Afrana des Sächsischen Landesgymnasiums Sankt Afra in Meissen.

## Sammlungen
Museum of Modern Art, New York; Galerie für Zeitgenössische Kunst Leipzig; Staatliche Kunstsammlungen Dresden u. a.